# El Retiro, Villa Corzo
El Retiro är en ort i Mexiko.   Den ligger i kommunen Villa Corzo och delstaten Chiapas, i den sydöstra delen av landet, 700 km sydost om huvudstaden Mexico City. El Retiro ligger 699 meter över havet och antalet invånare är 209.
Terrängen runt El Retiro är huvudsakligen kuperad, men åt nordost är den platt. Runt El Retiro är det ganska glesbefolkat, med 24 invånare per kvadratkilometer. Närmaste större samhälle är Villa Hidalgo, 13,8 km väster om El Retiro. Omgivningarna runt El Retiro är en mosaik av jordbruksmark och naturlig växtlighet.